# Oscar von Sydow
För forskningsfartyget, se R/V Oscar von Sydow.
Oscar Fredrik von Sydow, född 12 juli 1873 i Kalmar, död 19 augusti 1936 i sitt hem i Drottningholm, var en svensk politiker och ämbetsman. Han var civilminister 1914–1917, statsminister februari–oktober 1921, landshövding i Göteborgs och Bohus län 1917–1934 samt riksmarskalk 1934–1936.

## Biografi

### Familj och uppväxt
Oscar von Sydow var son till borgmästaren Henrik August von Sydow (1823–1876) och Euphrosyne Maria, född Modin (1836–1876). Han var bror till Ernst von Sydow. Oscar von Sydow föddes i Kalmar, blev tidigt föräldralös och växte upp i Östersund. Han tillhörde en äldre Kalmargren av en tysk ätt, inflyttad från Pommern. Han gifte sig 16 oktober 1911 med Mary Wijk (1884–1957), dotter till grosshandlaren Erik Wijk (1836–1910) och Emily, född Dickson (1849–1943). Paret fick tre barn, ambassadören Erik von Sydow (1912–1997), direktören Kristian von Sydow (1917–2008) och Marie Andréen (1919–2008). Oscar von Sydow är farfars far till Ebba von Sydow.

### Inledande karriär
Oscar von Sydow, som under sin läroverkstid var medlem i Östersunds Gymnasiiförbund Lyran, avlade mogenhetsexamen vid Östersunds högre allmänna läroverk 1890 och studerade från samma år juridik vid Uppsala universitet samt avlade 1894 hovrättsexamen där. År 1906 utnämndes von Sydow till tillförordnad expeditionschef i Civildepartementet, till ordinarie och assessor 1907 och hovrättsråd i Svea hovrätt 1909. På våren 1911 lämnade han departementet och blev tillförordnad landshövding i Gävleborgs län, innan han på hösten utnämndes till landshövding i Norrbottens län.
I regeringarna Hammarskjöld och Swartz 1914–1917 var han civilminister (17 februari 1914–29 juni 1917) och inrättade 1914 Statens arbetslöshetskommission samt genomförde 1916 års olycksfallsförsäkringslag. Åren 1919–1920 var han ledamot i den internationella kommission som enligt Versaillesfördraget skulle dra upp nya gränser mellan Danmark och det nya Tyskland.
Den 3 juli 1917 utnämndes von Sydow till landshövding i Göteborgs och Bohus län. Han blev den 15 september 1934 filosofie hedersdoktor vid Göteborgs högskola.

### Statsminister
Efter det att statsminister Louis De Geer, av sin egen ministär, tvingats avgå i februari 1921 hade kungen svårt att finna en villig regeringsbildare så nära ett riksdagsval. När Branting avböjt ett andra erbjudande gick till sist uppdraget till ännu en landshövding, Oscar von Sydow, som tackade ja och blev statsminister under perioden 23 februari – 13 oktober 1921. von Sydow var påtänkt redan förra gången, men stod mer till höger än vad som passade de valtaktiska övervägandena hos såväl högerledaren Lindman, vilken inte ville att regeringen skulle betraktas som "deras", som Branting, vilken inte ville ge makten åt högern.
Partierna visste också att von Sydow var mer hårdhudad och mer politiskt slipad än De Geer d.y. von Sydow ställde villkor och tänkte inte leda en handlingsförlamad och maktlös regering. Han krävde att socialdemokraterna skulle lova stödja regeringen i centrala frågor om statsinkomster och försvar. Trots uppgörelser röstades även den nya regeringens förslag ned av riksdagen. Oscar von Sydows bestående insats blev beslutet om att lägga fram proposition om dödsstraffets avskaffande i fredstid den 4 februari 1921, ett förslag som regeringen Edén arbetat fram men som blivit liggande. En skillnad sedan Edén var att den siste skarprättaren, Albert Gustaf Dalman, avlidit i juli 1920, och ingen ny utsetts. Efter valet 1921 avgick hans regering planenligt.

### Uppdrag
Oscar von Sydow var ordförande för Riksföreningen för svenskhetens bevarande i utlandet från 1925. Han blev ledamot av Lantbruksakademien 1921 och ledamot av Kungliga Vetenskaps- och Vitterhetssamhället i Göteborg 1919. von Sydow var även hedersledamot av Göteborgs- (hösten 1918) och Norrlands nationer i Uppsala samt av Göteborgs nation i Lund. Han mottog Göteborgs och Bohus läns hushållningssällskaps stora guldmedalj.
von Sydow var styrelseledamot i Ostkustbanan 1911–1912, renbetesdelegerad 1913—1919, ordförande i Statens arbetslöshetskommission 1914, svensk representant i Internationella kommissionen vid folkomröstningen i Slesvig 1919, ordförande i Arbetsfredsdelegationen och Arbetsfredskommissionen 1929 och ordförande i Statens steninköpskommitté 1931. Han var ordförande i styrelsen för Göteborgs högskola, Handelshögskolan vid Göteborgs universitet, Chalmers tekniska institut och Göteborgs museum. Han innehade Norrbottens läns skytteförbunds guldmedalj.
Från 1934 fram till sin död 1936 var von Sydow riksmarskalk.

## Utmärkelser

### Svenska utmärkelser
- Riddare och kommendör av Kungl. Maj:ts orden (Serafimerorden), 1 februari 1935.
- Konung Gustaf V:s jubileumsminnestecken med anledning av 70-årsdagen, 1928.[17]
- Kommendör med stora korset av Nordstjärneorden, 5 juni 1920.[18]
- Kommendör av första klassen av Nordstjärneorden, 5 juni 1915.
- Kommendör av andra klassen av Nordstjärneorden, 6 juli 1909.[19]
- Riddare av Nordstjärneorden, 1906.
- Illis Quorum 18 storleken med kedja av guld, 1923.

### Utländska utmärkelser
- Storkorset av Danska Dannebrogorden, 1920.[20][21]
- Storofficer av Franska Hederslegionen, 1914.[20]
- Kommendör av första klassen av Norska Sankt Olavs orden, 1920.[20][21]
- Riddare av andra klassen med kraschan av Preussiska Kronorden, 1908.[20]
- Riddare av andra klassen med kraschan av Ryska Sankt Stanislausorden,  1909.[20]